# Bataille de Perryville
Guerre de Sécession
Batailles
Campagne du Kentucky
- Lebanon
- 1re Chattanooga
- 1re Murfreesboro
- Cumberland Gap
- Cincinnati
- Richmond
- Munfordville
- Augusta
- Perryville

La bataille de Perryville, aussi connue sous le nom de bataille des Chaplin Hills est une bataille de la guerre de Sécession qui s'est déroulée le 8 octobre 1862, dans les Chaplin Hills, à l'ouest de Perryville, dans le Kentucky. Elle est le point d'orgue de la grande offensive confédérée, aussi appelée campagne du Kentucky.

## Description
L'armée du Mississippi du général confédéré Braxton Bragg remporta d'abord une victoire tactique contre le simple corps de l'armée de l'Ohio du major général unioniste Don Carlos Buell. Mais la bataille est considérée comme une victoire stratégique de l'Union car Bragg se retira vers le Tennessee juste après, laissant la frontière du Kentucky aux mains de l'Union pour le restant de la guerre.
Le 7 octobre, l'armée de Buell, dans la poursuite de Bragg, convergea en trois colonnes vers la croisée de routes que constituait la petite ville de Perryville. Les forces de l'Union firent d'abord face à des combats d'escarmouche avec la cavalerie confédérée sur la route de Springfield (Springfield Pike) avant que le combat ne devienne plus général, sur Peters Hill, avec l'arrivée de l'infanterie confédérée. Les combattants désespérèrent d'atteindre Perryville, en raison de la chaleur et du manque d'eau potable dans les alentours. Le jour suivant, à l'aube, les combats reprirent autour de Peters Hill avec l'avancée d'une division de l'Union vers le pic, s'arrêtant juste avant la ligne confédérée. Dans l'après-midi, une division confédérée se heurta avec le flanc droit unioniste, le premier corps du major général Alexander M. McCook, et le força à reculer. Quand d'autres divisions confédérées rejoignirent la bataille, la ligne de l'Union opposa une résistance farouche, contre-attaqua, mais dut finalement reculer, certaines de ses troupes étant mises en déroute.
Buell, quelques kilomètres en arrière de l'action, n'était pas informé que la bataille se déroulait et n'envoya des réserves sur le front que tard dans l'après-midi. Les troupes de l'Union, sur leur flanc droit, renforcées par deux brigades, stabilisèrent leur ligne et l'attaque confédérée, hésitante, fut stoppée. Plus tard, trois régiments confédérés attaquèrent la division unioniste sur la route de Springfield, mais furent repoussés et reculèrent dans Perryville. Les troupes unionistes les poursuivirent et des combats d'escarmourche se produisirent dans les rues, alors gagnées par la pénombre du soir tombant. Les renforts de l'Union menaçaient alors le flanc gauche confédéré. Bragg, à court d'hommes et de ravitaillement, se retira durant la nuit, et poursuivit la retraite confédérée par le Cumberland Gap jusqu'à l'est du Tennessee.
En considérant les pertes par rapport aux forces engagées des deux côtés, la bataille de Perryville fut l'une des plus sanglantes de la guerre de Sécession et la plus importante disputée dans l'État du Kentucky.